# Rudgea mcphersonii
Rudgea mcphersonii är en måreväxtart som beskrevs av John Duncan Dwyer och Charlotte M. Taylor. Rudgea mcphersonii ingår i släktet Rudgea och familjen måreväxter. Inga underarter finns listade i Catalogue of Life.